# Nostalgia (jeu vidéo)
Pour les articles homonymes, voir Nostalgia.
Nostalgia (ノスタルジオの風, Nostalgio no Kaze) est un jeu vidéo de rôle développé par Matrix Software et sorti en 2008 sur Nintendo DS.

## Accueil
- Famitsu : 30/40[1]
- GameSpot : 6/10[2]
- IGN : 7,2/10[3]